# Sole égyptienne
 (juillet 2017).
Si vous disposez d'ouvrages ou d'articles de référence ou si vous connaissez des sites web de qualité traitant du thème abordé ici, merci de compléter l'article en donnant les références utiles à sa vérifiabilité et en les liant à la section « Notes et références ».
Solea aegyptiaca
Espèce
La sole égyptienne (Solea aegyptiaca) est une espèce de poissons plats marins de la famille des Soleidae.

## Description
Corps allongé, plat, les deux yeux sont situés sur le flanc droit, museau arrondi, nageoire dorsale débutant avant le niveau de l'œil supérieur. Préopercule non visible. Nombre de vertèbres inférieur à 44. La face qui comporte les yeux est de couleur grisâtre avec des taches noires sur sa moitié postérieure. Sa longueur maximale est de 65 cm, et sa longueur commune de 25 cm.

## Alimentation
La sole égyptienne se nourrit de cnidaires, de polychètes, de gastéropodes et de crustacés.

## Reproduction
La période de ponte de la sole égyptienne s'étend du mois d'octobre au mois de décembre.[réf. souhaitée]

## Pêche
Chalut benthique, filet maillant de fond.[pas clair]